# Recuperació del rellotge

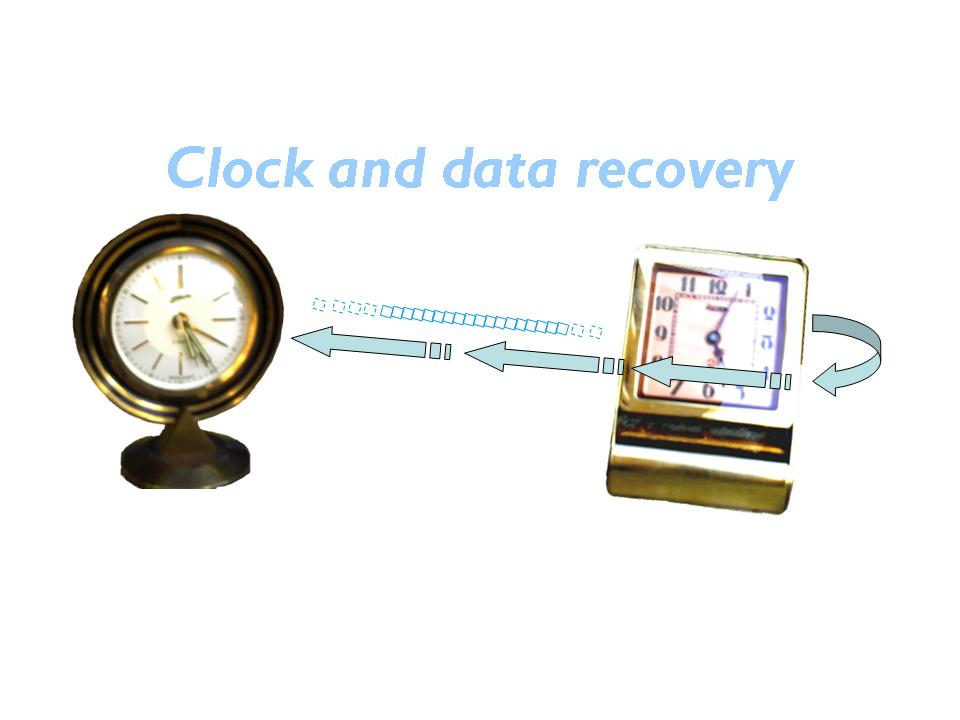
Diagrama funcional de la recuperació de dades/rellotge.

En la comunicació en sèrie de dades digitals, la recuperació del rellotge és el procés d'extreure informació de temporització d'un mateix flux de dades en sèrie, permetent que es determini amb precisió el temps de les dades del flux sense informació separada del rellotge. S'utilitza àmpliament en comunicacions de dades; el concepte similar utilitzat en sistemes analògics com la televisió en color es coneix com a recuperació del portador.
Les dades en sèrie s'envien normalment com una sèrie de polsos amb restriccions de temps ben definides. Això presenta un problema per al costat receptor; si el seu propi rellotge local no està sincronitzat amb precisió amb el transmissor, poden mostrejar el senyal en el moment equivocat i, per tant, descodificar el senyal de manera incorrecta. Això es pot solucionar amb rellotges extremadament precisos i estables, com els rellotges atòmics, però aquests són cars i complexos. Els sistemes de rellotge de baix cost més comuns, com els oscil·ladors de quars, són prou precisos per a aquesta tasca durant períodes curts, però durant un període de minuts o hores la deriva en aquests sistemes farà que el temps sigui massa inexact per a la majoria de les tasques.
La recuperació del rellotge soluciona aquest problema incorporant informació del rellotge al flux de dades, permetent determinar el temps del rellotge del transmissor. Normalment, això pren la forma de senyals curts inserits a les dades que es poden veure fàcilment i després utilitzar-los en un Llaç de seguiment de fase o un oscil·lador ajustable similar per produir un senyal de rellotge local que es pot utilitzar per cronometrar el senyal en els períodes entre el rellotge. senyals. L'avantatge d'aquest enfocament és que es pot compensar una petita deriva en el rellotge de l'emissor, ja que el receptor sempre la coincidirà, dins dels límits.
El terme s'utilitza més sovint per descriure la transmissió de dades digitals, en aquest cas tot el senyal és adequat per a la recuperació del rellotge. Per exemple, en el cas dels modems inicials de 300 bps, el temps del senyal es va recuperar de les transicions entre les dues freqüències utilitzades per representar el binari 1 i 0. Com que algunes dades poden no tenir cap transició, una llarga cadena de zeros per exemple, s'afegeixen bits addicionals al senyal, els bits d'inici i de parada. Això garanteix que hi hagi almenys dues transicions cada una1⁄30 de segon, suficient per permetre al receptor ajustar amb precisió el seu oscil·lador local.